# Trofeo Kopa
Il Trofeo Kopa (Trophée Kopa, in francese) è un premio calcistico istituito da France Football nel 2018 per premiare il miglior giocatore Under-21 del mondo. Il riconoscimento è intitolato a Raymond Kopa, primo calciatore francese a vincere il Pallone d'oro.

## Sistema di votazione
Il vincitore viene eletto da una rosa di 10 candidati sulla base dei voti dati dai 33 vincitori del Pallone d'oro ancora in vita.

## Albo d'oro
| Anno | Posizione     | Giocatore         | Squadra             | Punti         |
| ---- | ------------- | ----------------- | ------------------- | ------------- |
| 2018 | 1°            | Kylian Mbappé     | Paris Saint-Germain | 110           |
| 2018 | 2º            | Christian Pulisic | Borussia Dortmund   | 31            |
| 2018 | 3º            | Justin Kluivert   | Roma                | 18            |
| 2019 | 1°            | Matthijs de Ligt  | Juventus            | 58            |
| 2019 | 2º            | Jadon Sancho      | Borussia Dortmund   | 49            |
| 2019 | 3º            | João Félix        | Atlético Madrid     | 41            |
| 2020 | Non assegnato | Non assegnato     | Non assegnato       | Non assegnato |
| 2021 | 1º            | Pedri             | Barcellona          | 89            |
| 2021 | 2º            | Jude Bellingham   | Borussia Dortmund   | 39            |
| 2021 | 3º            | Jamal Musiala     | Bayern Monaco       | 38            |
| 2022 | 1º            | Gavi              | Barcellona          | 59            |
| 2022 | 2º            | Eduardo Camavinga | Real Madrid         | 51            |
| 2022 | 3º            | Jamal Musiala     | Bayern Monaco       | 47            |
| 2023 | 1º            | Jude Bellingham   | Real Madrid         | 90            |
| 2023 | 2º            | Jamal Musiala     | Bayern Monaco       | 42            |
| 2023 | 3º            | Pedri             | Barcellona          | 33            |
| 2024 | 1º            | Lamine Yamal      | Barcellona          | 113           |
| 2024 | 2º            | Arda Güler        | Real Madrid         | 26            |
| 2024 | 3º            | Kobbie Mainoo     | Manchester Utd      | 20            |

## Statistiche

### Classifica per giocatori
| Player            | 1°       | 2°       | 3°             |
| ----------------- | -------- | -------- | -------------- |
| Jude Bellingham   | 1 (2023) | 1 (2021) | –              |
| Pedri             | 1 (2021) | -        | 1 (2023)       |
| Kylian Mbappé     | 1 (2018) | –        | –              |
| Matthijs de Ligt  | 1 (2019) | –        | –              |
| Gavi              | 1 (2022) | –        | –              |
| Lamine Yamal      | 1 (2024) | –        | –              |
| Jamal Musiala     | –        | 1 (2023) | 2 (2021, 2022) |
| Christian Pulisic | –        | 1 (2018) | –              |
| Jadon Sancho      | –        | 1 (2019) | –              |
| Eduardo Camavinga | –        | 1 (2022) | –              |
| Arda Güler        | –        | 1 (2024) | –              |
| Justin Kluivert   | –        | –        | 1 (2018)       |
| João Félix        | –        | –        | 1 (2019)       |
| Kobbie Mainoo     | –        | –        | 1 (2024)       |

### Classifica per nazionalità
| Nazione     | Giocatori | Totale |
| ----------- | --------- | ------ |
| Spagna      | 3         | 3      |
| Francia     | 1         | 1      |
| Paesi Bassi | 1         | 1      |
| Inghilterra | 1         | 1      |

### Classifica per club
| Club                | Giocatori | Totale |
| ------------------- | --------- | ------ |
| Barcellona          | 3         | 3      |
| Paris Saint-Germain | 1         | 1      |
| Juventus            | 1         | 1      |
| Real Madrid         | 1         | 1      |

### Annotazioni
1. ↑  Kluivert si trasferì alla Roma dall'Ajax nel corso del 2018.
2. ↑  De Ligt si trasferì alla Juventus dall'Ajax nel corso del 2019.
3. ↑  João Félix si trasferì all'Atletico Madrid dal Benfica nel corso del 2019.
4. ↑  Camavinga si trasferì al Real Madrid dal Rennes nel corso del 2021.
5. ↑  Bellingham si trasferì al Real Madrid dal Borussia Dortmund nel corso del 2023.

### Fonti
1. 1 2   Non solo il Pallone d’Oro: da quest’anno altri due premi, su tuttosport.com, 24 settembre 2018.
2. ↑  (FR) Il n'y aura pas de Ballon d'Or France Football en 2020, su francefootball.fr, 20 luglio 2019.